# Sannegårdshamnen

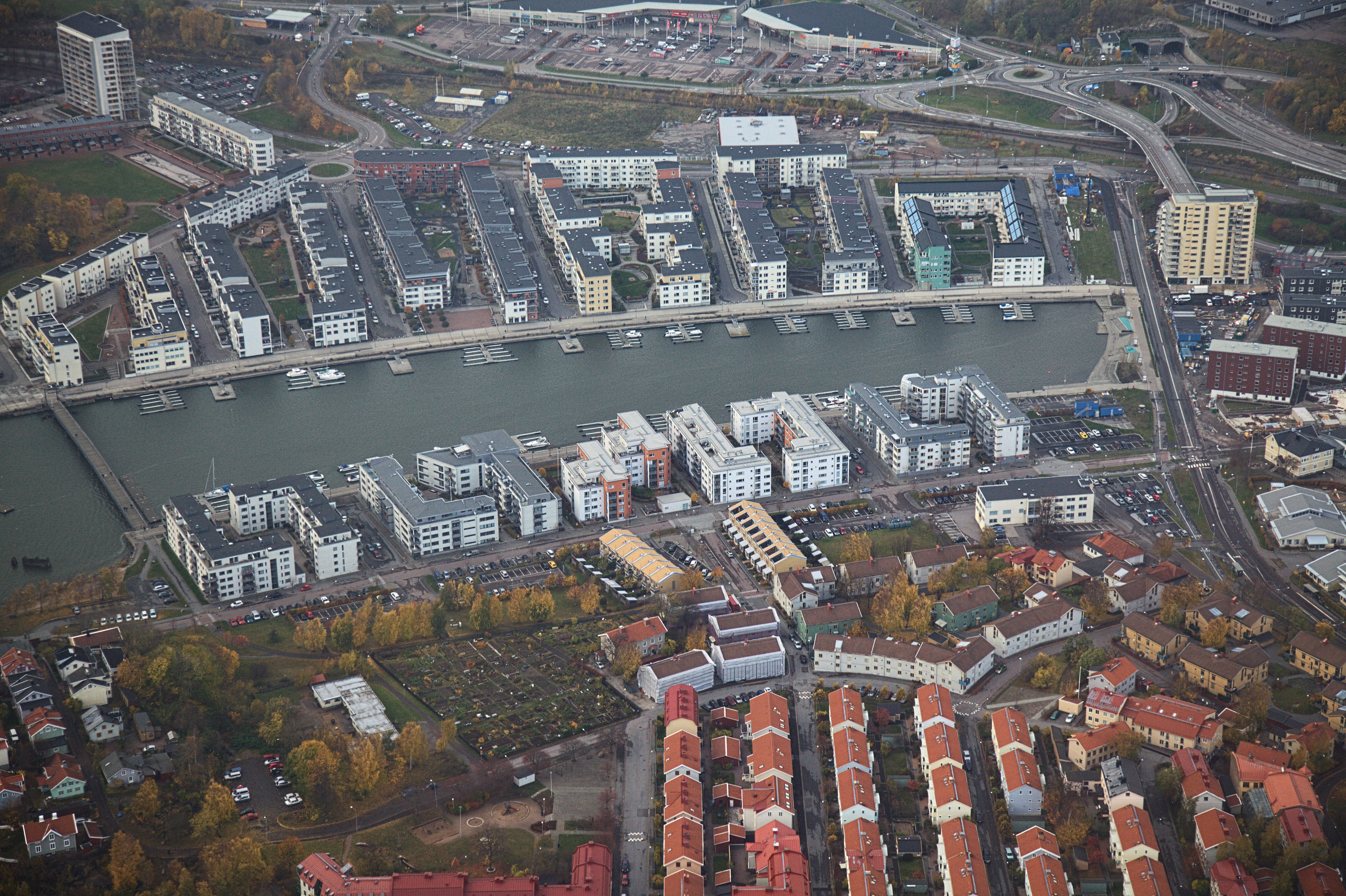
Flygfoto över Sannegårdshamnen, oktober 2013.

Sannegårdshamnen är en hamn i Göta älv, mellan Lindholmen och Eriksberg på Hisingen i Göteborg. Hamnen invigdes den 17 januari 1914 och har ett längddjup på närmare 700 meter. Idag syftar man med Sannegårdshamnen ofta på bostadsområdet runt Sannegårdshamnen (Sannegården) med relativt nybyggda hus och där hus fortfarande uppförs.

## Hamnen

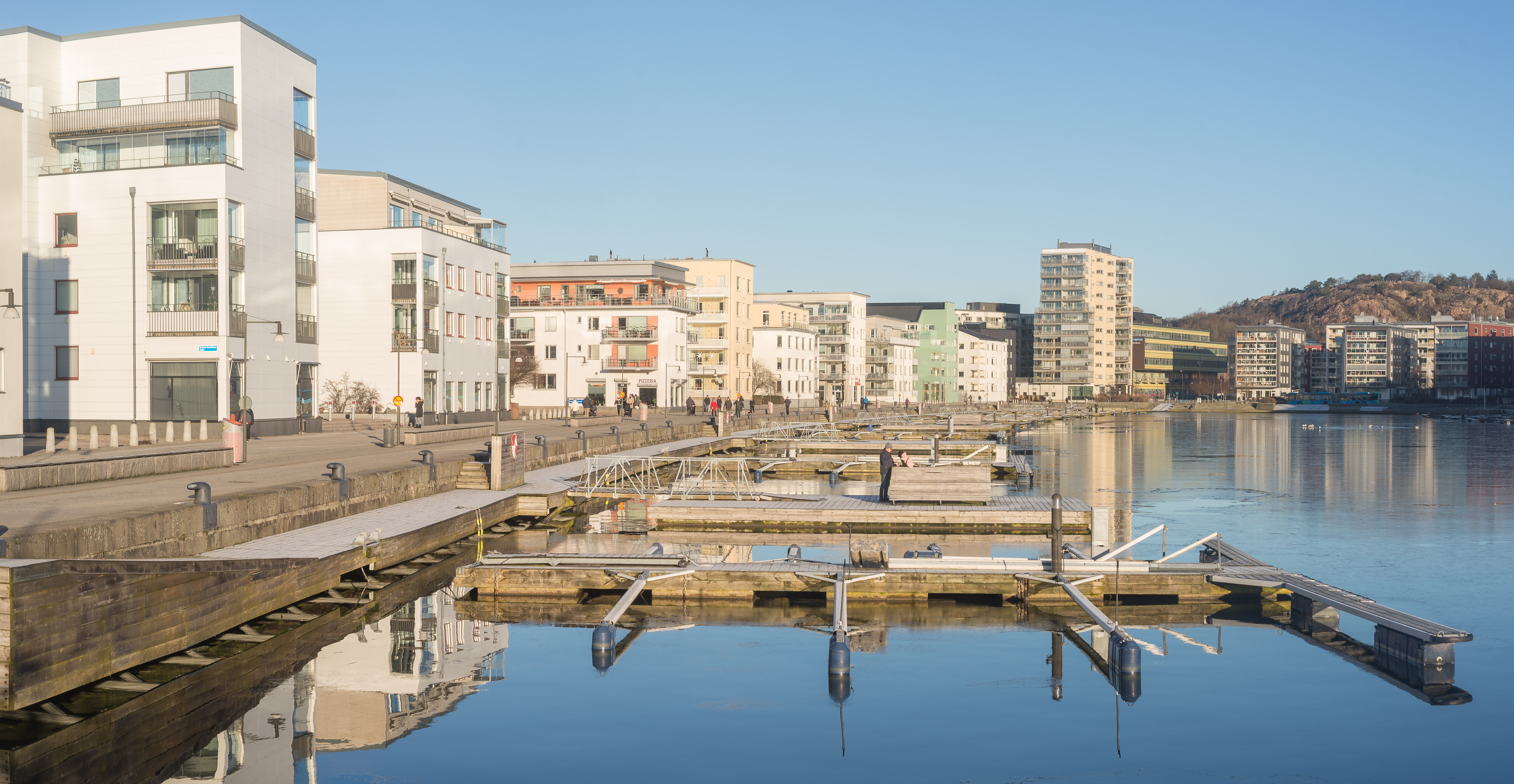
Sannegårdshamnen i januari 2022.

I själva hamnbassängen finns idag bryggplatser för privata båtar. En gång i tiden var det kol- och kokshantering som gällde, och senare har hamnen fungerat som uppställningsplats för containrar men också som salthamn.
Tvärs över södra delen av hamnen löper en gång- och cykelbro, Sannegårdsbron, från västra till östra sidan. Bron innehåller en liten rörlig klaffbro, så segelbåtar kan ta sig in och ut ur hamnen.

## Geografi och historik
| Sannegårdshamnen sedd från Slottsberget, februari 1979 (till vänster) respektive september 2010 (höger). |  | Sannegårdshamnen sedd från Slottsberget, februari 1979 (till vänster) respektive september 2010 (höger). |
| Sannegårdshamnen sedd från Slottsberget, februari 1979 (till vänster) respektive september 2010 (höger). |  | |

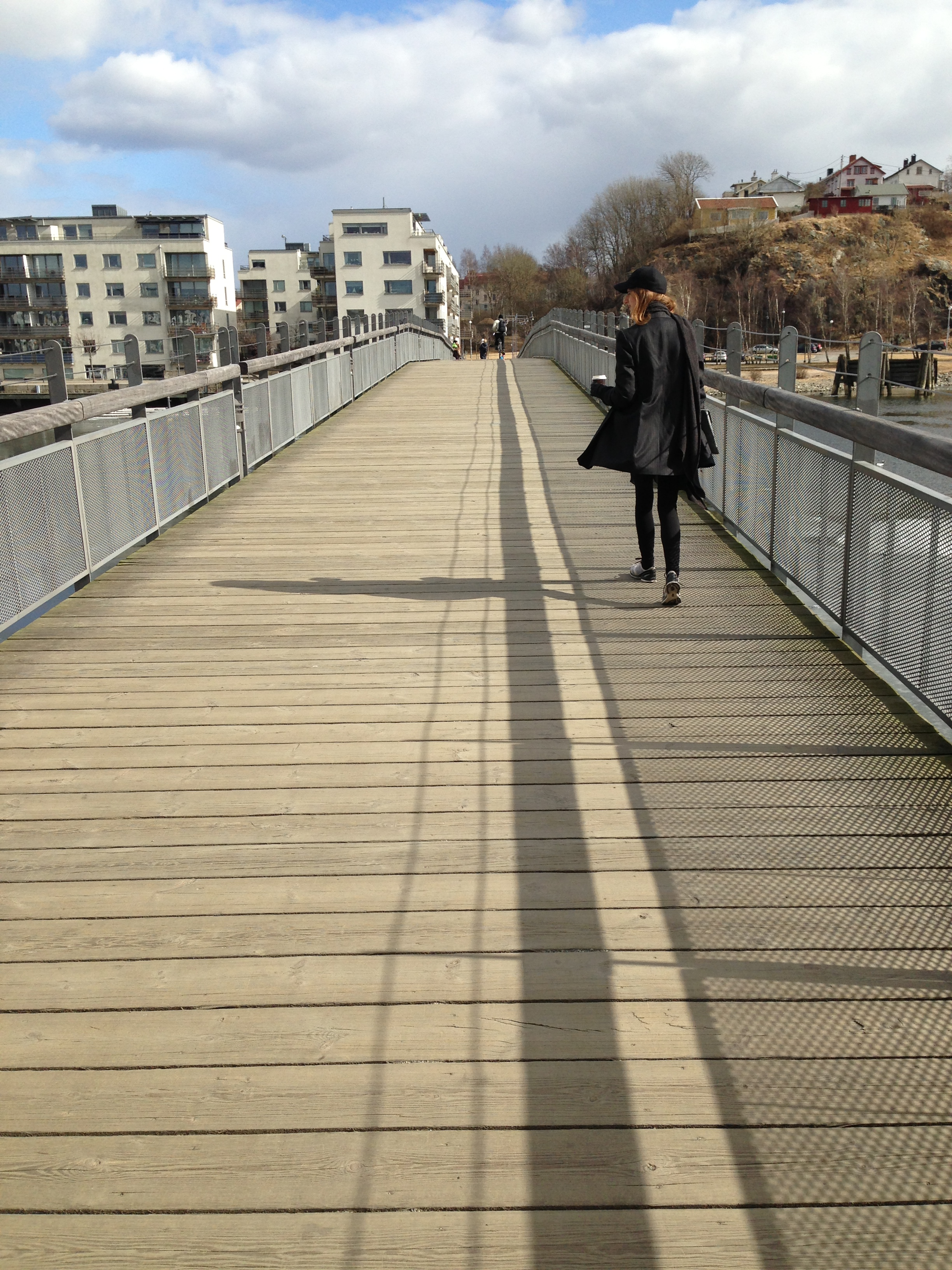
Sannegårdsbron, 2013.

Strax öster om färjeläget Slottsberget finns även en gångbro över till Lindholmens kunskapscenter. Västra delen av Sannegårdshamnen ligger relativt nära Eriksbergs köpcenter där det bland annat finns livsmedelsbutik, systembolag och apotek.
Direkt väster om hamnbassängen ligger det cirka 35 meter höga Sörhallsberget, som fått sitt namn efter egendomen Sörhallen eller Sandviken som uppfördes på 1700-talet och bestod av en samling sillmagasin med tillhörande salterier, trankokeri samt lastbryggor. Utanför pålverket hade segelsällskapet "Fram" sina båtar förtöjda. En storbrand lade hela anläggningen i aska 15 juni 1897. Sörhallen ägdes av en av Hans Jacob Backman, en köpman i Göteborg.
Lundby Mekaniska Verkstad låg på andra sidan inloppet, tvärs över Sörhallsberget.
Sannegårdshamnens östra sidas omdaning till styckegodshamn under 1960-talet, innebar bland annat att kajskjul 146 uppfördes år 1963 med en lageryta av cirka 1 500 kvadratmeter. Första etappen av iordningställande av lagringsområden norr om Ceresgatan, blev även klar samma år.